# Kiyoshi Kobayashi
Kiyoshi Kobayashi (小林 清志, Kobayashi Kiyoshi, 11 janvier 1933 – 30 juillet 2022) est un acteur, doubleur et narrateur japonais de Tokyo. Il fut attaché à la Tokyo Actor's Consumer's Cooperative Society. Il fut un lauréat de la Tokyo Metropolitan Koishikawa High School et du département de l'université Nihon.
Il est principalement connu pour ses rôles dans Yōkai Ningen Bem (Bem), la franchise Lupin III (Daisuke Jigen), les dessins animés Droopy (le loup) et Shazzan (Shazzan). En tant que narrateur, il est connu pour avoir fait la narration de Shukan Oriraji Keizaihakusho et de Hikari Ota's If I Were Prime Minister... Secretary Tanaka. Aussi, il était la voix japonaise officielle de James Coburn et de Lee Marvin.
En 2021, il se retira de son rôle en tant que voix de Daisuke Jigen, après plus de 50 ans de service.
Son agence de gestion des talents Haikyo annonça qu'il fut décédé le 30 juillet 2022, d'une pneumonie.

## Filmographie
(décembre 2022).

### Séries d'animation
- Kyojin no hoshi (1968) (Armstrong Ozuma)
- Yōkai Ningen Bem (1968) (Bem)
- Edgar de la Cambriole (1971) (Daisuke Jigen)[3]
- La Tulipe noire (1975) (Zarar)
- Edgar, le détective cambrioleur (1977) (Daisuke Jigen)
- Cobra (1982) (Crystal Bowie)
- Lupin III Part III (1984) (Daisuke Jigen)
- The King of Braves GaoGaiGar (1997) (Narrateur)
- Basilisk (2005) (Kouga Danjo)
- The King of Braves GaoGaiGar Final -Grand Glorious Gathering- (2005) (Narrateur, Ryōsuke Takanohashi)
- Death Note (2006) (Watari/Quillsh Wammy)
- Lupin III : Une femme nommée Fujiko Mine (2012) (Daisuke Jigen)
- Lupin III: L'aventure Italienne (2015) (Daisuke Jigen)
- Lupin III Part V (2018) (Daisuke Jigen)
- Lupin III Part 6 (2021) (Daisuke Jigen) (épisode 0 uniquement)

### OVA
- Megazone 23 (1985) (Eigen Yumekanou)
- Violence Jack (1988) (Jack)
- Legend of the Galactic Heroes (1988) (Adrian Rubinsky)
- Mobile Suit Gundam 0083 : Stardust Memory (1991) (Aiguille Delaz)
- JoJo's Bizarre Adventure (1993) (Muhammad Avdol)
- Queen Emeraldas (1998) (Captain)
- The King of Braves GaoGaiGar Final (2000) (Narrateur, Ryōsuke Takanohashi)
- Lupin III: Le retour du Magicien (2002) (Daisuke Jigen)
- Amuri in Star Ocean (2008) (Deus Allen, Ukatan)
- Lupin III: Green Vs. Red (2008) (Daisuke Jigen)

### Films d'animation
- Mazinger Z vs. Devilman (1973) (Mashogun Zannin)
- Edgar de la Cambriole : Le Secret de Mamo (1978) (Daisuke Jigen)
- Le Château de Cagliostro (1979) (Daisuke Jigen)
- La Forêt enchantée (1980) (January)
- Crusher Joe (1983) (Talos)
- Golgo 13: The Professional (1983) (T. Jefferson)
- Edgar de la Cambriole : L'Or de Babylone (1985) (Daisuke Jigen)
- Mobile Suit Gundam F91 (1991) (Gillet Krueger)
- Doraemon: Nobita and the Kingdom of Clouds (1992) (Earthling A)
- Adieu, Nostradamus ! (1995) (Daisuke Jigen)
- Mort ou vif (1996) (Daisuke Jigen)
- Détective Conan : Le Fantôme de Baker Street (2002) (James Moriarty)
- Doraemon: Nobita and the Windmasters (2003) (Uranda)
- Crayon Shin-chan: The Storm Called: The Kasukabe Boys of the Evening Sun (2004) (Justice Love)
- Albator, corsaire de l'espace (2013) (Vieil homme)
- Lupin III vs Détective Conan (2013) (Daisuke Jigen)
- Lupin III : Le Tombeau de Daisuke Jigen (2014) (Daisuke Jigen)
- Lupin III : La Brume de Sang de Goemon Ishikawa (2017) (Daisuke Jigen)
- Lupin The IIIrd : Mine Fujiko no Uso (2019) (Daisuke Jigen)
- Lupin III: The First (2019) (Daisuke Jigen)

### Tokusatsu
- Kousoku Esper (1967) (Alien Giron)
- Spectreman (1971) (Dr Gori)
- Lion-Maru (1972) (Daimaou Gohsun)
- Zone Fighter (1973) (Narrateur)
- Enban Senso Bankid (1976) (Guzale Commander)
- UFO Daisensou: Tatakae Red Tiger (1978) (Fuller Commander)
- Kamen Rider Black (1987) (Narrateur (1 - 39))
- Godzilla vs Mechagodzilla 2 (1993) (Narrateur)
- Chōriki Sentai Ohranger (1995) (Bara Darts)
- Gekisō Sentai Carranger (1996) (VRV Master)
- Seijū Sentai Gingaman (1998) (Degius)
- Kamen Rider OOO (2010) (Narrateur dans une mise en abyme)
- Space Sheriff Gavan: The Movie (2012) (Narrateur)

### Jeux vidéos
- Blood Will Tell (2004) (Narrateur, Jukai)
- BS Zelda no Densetsu (MAP1 et MAP2) (1995) (Narrateur)
- Samurai Shodown (II, IV-V) (Jubei Yagyu)
- Tenchu: Kurenai (2004) (Narrateur)
- Plusieurs jeux Lupin III (1997-2010) (Daisuke Jigen)
- Lupin the 3rd: Treasure of the Sorcerer King (2002) (Daisuke Jigen)
- World of Final Fantasy (2016) (Odin)[4]

### Doublages

#### Films Live-action
- James Coburn
  - Les Sept Mercenaires (Doublage de 1974 sur NET) (Britt)
  - La Grande Évasion (Doublage de 1971 sur Fuji TV) (Louis Sedgwick)
  - Charade (Doublages de 1972 sur Fuji TV, 1985 sur TV Asahi, et 1994 sur NTV) (Tex Panthollow)
  - Major Dundee (Doublage de 1976 sur Fuji TV) (Samuel Potts)
  - Notre homme Flint (Doublage de 1978 sur Fuji TV) (Derek Flint)
  - Un truand (Eli Kotch)
  - F comme Flint (Doublage de 1973 sur Tokyo Channel 12) (Derek Flint)
  - Il était une fois la révolution (Doublages de 1977 sur TBS et DVD) (John H. Mallory)[5]
  - Pat Garrett et Billy le Kid (Shérif Pat Garrett)[6]
  - La Chevauchée sauvage (Doublage de 1981 sur TV Asahi) (Luke Matthews)
  - Le Bagarreur (Doublage de 1981 sur TV Asahi)(Speed)
  - La Loi de la haine (Doublage de 1981 sur Fuji TV) (Zach Provo)
  - La Bataille de Midway (édition TBS de 1979) (Capt. Vinton Maddox)
  - Young Guns II (Doublage VHS) (John Chisum)
  - Hudson Hawk, gentleman et cambrioleur (Doublage DVD)(George Kaplan)
  - Sister Act, acte 2 (Mr. Crisp)
  - Maverick (Commodore Duvall)
  - L'Effaceur (Arthur Beller)[7]
  - Le Professeur foldingue (Harlan Hartley)[8]
  - Payback (Fairfax)
  - Chiens des neiges (James « Thunder Jack » Johnson)
  - American Gun (Martin Tillman)
- Lee Marvin
  - Ouragan sur le Caine (édition Fuji TV de 1979) (« Meatball »)
  - Un homme est passé (édition Tokyo Channel 12 de 1969 et NTV de 1973[9]) (Hector David)
  - Attaque (édition TV Asahi) (Lt. Col. Clyde Bartlett)
  - Les Comancheros (édition TV Asahi) (Tully Crow)
  - L'Homme qui tua Liberty Valance (Doublage de 1971 sur Fuji TV)  (Liberty Valance)
  - La Taverne de l'Irlandais (Doublages de 1969 sur Tokyo Channel 12 et de 1975 sur TBS)(Thomas Aloysius « Boats » Gilhooley)
  - À bout portant (Charlie Strom)
  - Cat Ballou (édition NET de 1972) (Kid Shelleen et Tim Strawn)
  - Les Professionnels (Doublage de 1980 sur TV Asahi) (Henry 'Rico' Fardan)
  - Le Point de non-retour (Doublage de 1972 sur NET)(Walker)
  - La Kermesse de l'Ouest (Doublage de 1978 sur Tokyo Channel 12)  (Ben Rumson)
  - L'Empereur du Nord (édition Tokyo Channel 12 de 1977) (A-No.-1)
  - Avalanche Express (édition NTV de 1981) (Wargrave)
  - Au-delà de la gloire (édition TBS de 1982) (Le sergent)
  - Gorky Park (Jack Osborne)
- Tommy Lee Jones
  - Fire Birds (édition TV Asahi de 1993) (Brad Little)
  - JFK (édition TV Asahi de 1994) (Clay Shaw / Clay Bertrand)
  - Le Fugitif (édition TV Asahi de 1996) (Marshal Samuel Gerard)
  - Batman Forever (édition TV Asahi de 1998) (Harvey Dent/Two-Face)
  - Blown Away (Ryan Gaerity)
  - Volcano (édition TV Asahi de 2005) (Mike Roark)
  - U.S. Marshals (édition TV Tokyo de 2004) (l'adjoint en chef Marshal Samuel Gerard)[10]
  - Traqué (édition TV Tokyo de 2008) (L.T. Bonham)
  - The Last Show (Axeman)
  - Malavita (Robert Stansfield)
- George Kennedy
  - Airport (Joe Patroni)
  - Cahill U.S. Marshal (Abe Fraser)
  - Earthquake (édition TV Asahi de 1986) (Lou Slade)
  - Airport 80 Concorde (édition TV Asahi de 1986) (Com. Joe Patroni)[11]
  - Le Bateau de la mort (Captain Ashland)[12]
- Sam Elliott
  - Blue-Jean Cop (Richie Marks)
  - The Hi-Lo Country (Jim Ed Love)
  - Manipulations (Kermit Newman)
  - Ghost Rider (Carter Slade / Caretaker)[13]
  - À la croisée des mondes : La Boussole d'or (Lee Scoresby)[14]
- Franco Nero
  - Django (éditions TV Asahi de 1971, TBS de 1975 et TV Tokyo de 1980) (Django)
  - Texas Adios (édition TV Tokyo de 1989) (Burt Sullivan)[15]
  - L'ouragan vient de Navarone (éditions TV Asahi de 1986 et DVD) (Lescovar)
  - 58 Minutes pour vivre (édition Fuji TV de 1992) (General Ramon Esperanza)
- Jack Palance
  - L'Homme des vallées perdues (éditions NTV de 1974 et TV Asahi de 1979) (Jack Wilson)
  - Le Jardin des tortures (Ronald Wyatt)
  - Compañeros (John)
  - La Vie, l'Amour, les Vaches (édition TV Tokyo) (Curly Washburn)
- Christopher Plummer
  - L'Argent de la banque (édition Fuji TV de 1983) (Harry Reikle)[16]
  - Révélations (Mike Wallace)
  - À couteaux tirés (Harlan Thrombey)[17]
  - The Last Full Measure (Frank Pitsenbarger)[18]
- Gian Maria Volonté
  - Pour une poignée de dollars (édition TV Asahi de 1971) (Ramón Rojo)
  - Et pour quelques dollars de plus (édition TV Asahi de 1973) (El Indio)
  - El Chuncho (El Chuncho Muños)
- Clint Eastwood
  - Jugé coupable (Steve Everett)[19]
  - Space Cowboys (Colonel Frank Corvin)[20]
  - Créance de sang (Terry McCaleb)[21]
- Keith Richards
  - Pirates des Caraïbes : Jusqu'au bout du monde (Capitaine Edward Teague)[22]
  - Pirates des Caraïbes : La Fontaine de Jouvence (Capitaine Edward Teague)[23]

##### Autres films live-action
- Règlements de comptes à O.K. Corral (édition TV Tokyo de 1975) (Johnny Ringo (John Ireland))[24]
- Le Gros Coup des sept hommes en or (édition TV Asahi de 1975) (Adolf (Gastone Moschin))[25]
- Le Bon, la Brute et le Truand (Capitaine de l'Union (Aldo Giuffré))
- Le Dernier Face à face (édition TV Asahi de 1977) (Solomon « Beauregard » Bennet (Tomás Milián))
- Le Parrain (édition NTV de 1976) (Virgil « le Turc » Sollozzo (Al Lettieri))
- Flash Gordon (édition TV Asahi de 1992) (l'empereur Ming (Max von Sydow))[26]
- La Danse du lion (Sang Kung (Shih Kien))[27]
- Indiana Jones et le Temple maudit (Lao Che (Roy Chiao))[28]
- Hitcher (édition TV Tokyo de 1987) (Capitaine Esteridge (Jeffrey DeMunn))[29]
- Golden Child : L'Enfant sacré du Tibet (édition Fuji TV de 1989) (Sardo Numspa (Charles Dance))[30]
- Le Flic de Beverly Hills 2 (édition Fuji TV de 1990) (Détective John Taggart (John Ashton))[31]
- Aux frontières de l'aube (Jesse Hooker (Lance Henriksen))[32]
- Invasion Los Angeles (édition TV Asahi de 1990) (Frank Armitage (Keith David))[33]
- Tremors (Burt Gummer (Michael Gross))
- À la poursuite d'Octobre rouge (Capitaine Marko Ramius (Sean Connery))
- Présumé Innocent (Raymond Horgan (Brian Dennehy))[34]
- La Relève (Strom (Raúl Juliá))[35]
- Les Tortues Ninja (Splinter)
- Des hommes d'honneur (Colonel Nathan Jessup (Jack Nicholson))[36]
- L'Île aux pirates (Douglas « Dawg »Brown (Frank Langella))[37]
- Pluie d'enfer (Jim (Morgan Freeman))[38]
- Docteur Dolittle (Jacob (Albert Brooks))
- Snatch : Tu braques ou tu raques (« Tête de brique » Pulford (Alan Ford))
- Le Seigneur des anneaux : Le Retour du roi (le Roi-Sorcier d'Angmar (Lawrence Makoare))
- Good Night and Good Luck (Edward R. Murrow (David Strathairn))[39]
- Yes Man (Terrence Bundley (Terence Stamp))[40]
- Les Plus Belles Années d'une vie (Jean-Louis Duroc (Jean-Louis Trintignant))[41]

#### Films d'animation
- Oliver et Compagnie (Roscoe)
- La Route d'Eldorado (Hernán Cortés)
- Balto 2 : La Quête du loup (Nava)
- Les Indestructibles (Rick Dicker)

#### Séries live-action
- K 2000 (Narrateur)
- Rome (Pompey Magnus (Kenneth Cranham))[42]

#### Séries d'animation/autre
- Droopy (Le loup)
- Les Sentinelles de l'air (Commandant Norman)
- Shazzan (Shazzan)
- Tortues Ninja : Les Chevaliers d'écaille (Splinter)
- Batman (Jonah Hex)
- X-Men (édition TV Tokyo) (Forge)
- SWAT Kats (Katscratch)
- Samouraï Jack (Voleur)
- Totally Spies! (Jerry)
- Adventure Time (Président de Glace)

### Autres rôles
- Les marines attaquent Okinawa (1971, film) (Narrateur)
- Daitokai Series (1976–79, série dramatique)
- Dragon Zakura (2005, série dramatique) (Narrateur)
- Hikari Ota's If I Were Prime Minister... Secretary Tanaka (2006, émission de variétés) (Narrateur)
- Ninja Warrior (2006, jeu télévisé) (Narrateur)
- Shukan Oriraji Keizaihakusho (2007, émission de variétés) (Narrateur)
- Yōkai Ningen Bem (2011, série dramatique) (Narrateur)
- Seiyū Tantei (2021, série dramatique) (Narrateur)[43]

## Prix
| Années | Cérémonies                      | Catégorie      | Résultat |
| ------ | ------------------------------- | -------------- | -------- |
| 2017   | 11e Seiyu Awards                | Prix du mérite | Lauréat  |
| 2018   | Tokyo Anime Award Festival 2018 | Prix du mérite | Lauréat  |